# Sundance TV (canal de televisión)
Sundance TV (anteriormente conocido como Sundance Channel) es un canal de televisión por suscripción estadounidense propiedad de AMC Networks que se lanzó el 1 de febrero de 1996. El canal lleva el nombre del personaje de Robert Redford en Butch Cassidy y el Sundance Kid y, aunque es una extensión del Instituto Sundance sin fines de lucro de Redford, el canal opera independientemente tanto del Instituto como del Festival de Cine de Sundance.
Originalmente, Sundance se dedicaba a transmitir documentales, largometrajes independientes, cortometrajes, cine mundial y cobertura de los últimos desarrollos del Festival de Cine de Sundance de cada año. Desde entonces, el canal ha incorporado tanto la programación original como la adquirida y se volvió completamente compatible con anuncios en 2013, y la programación se editó para el contenido poco después.Sundance Film Festival.
A partir de julio de 2015, el canal estaba disponible para aproximadamente 60 millones de hogares con televisión (52,1% de todos los suscriptores) en los Estados Unidos.

## Historia

### Sundance Channel (1996-2014)

Sundance Channel logo de 2008–2014

Después de que fracasaran las negociaciones durante 1994 para convertir a Robert Redford en socio del Independent Film Channel de Rainbow Media, predecesor de AMC Networks, Redford lanzó Sundance Channel en febrero de 1996 como una empresa conjunta entre Showtime Networks (entonces una división de Viacom , más tarde propiedad de CBS Corporation y posteriormente por ViacomCBS), PolyGram (ahora NBCUniversal) y Redford (quien también se desempeñó como director creativo de la red).
El canal se lanzó inicialmente en cinco sistemas de cable en la ciudad de Nueva York; Los Ángeles; Alejandría, Virginia; Chamblee, Georgia; y Pensacola, Florida. Originalmente operaba principalmente como un canal premium, comúnmente empaquetado con Showtime y sus redes hermanas The Movie Channel y Flix.
El 7 de mayo de 2008, la subsidiaria Rainbow Media de Cablevision, propietaria de la red rival IFC, anunció que había comprado Sundance Channel por $496 millones. La adquisición de Sundance Channel por Rainbow Media se completó en junio de 2008. El 1 de julio de 2011, Rainbow Media se escindió de Cablevision en una compañía separada, que pasó a llamarse AMC Networks.
Desde la venta, Sundance se expandiría a la programación original. 2012 vio los estrenos de dos nuevas series sin guion en forma de Get To Work y Push Girls, antes de que la segunda miniserie del canal, Restless, se estrenara en diciembre, Restless pasó a recibir dos nominaciones a los premios Emmy . También se anunció que Sundance había adquirido su primera serie original de propiedad exclusiva y un antiguo proyecto de desarrollo del canal hermano AMC, Rectify, y su tercera miniserie Top of the Lake. Al igual que AMC, la programación original del canal obtuvo elogios de la crítica.
El 4 de marzo de 2013, Sundance comenzó a transmitir Breaking Bad de AMC, del cual el canal tiene derechos exclusivos de sindicación, los lunes por la noche.  En octubre de ese año, el canal pasó a ser totalmente compatible con anuncios.

### Sundance TV (2014-presente)

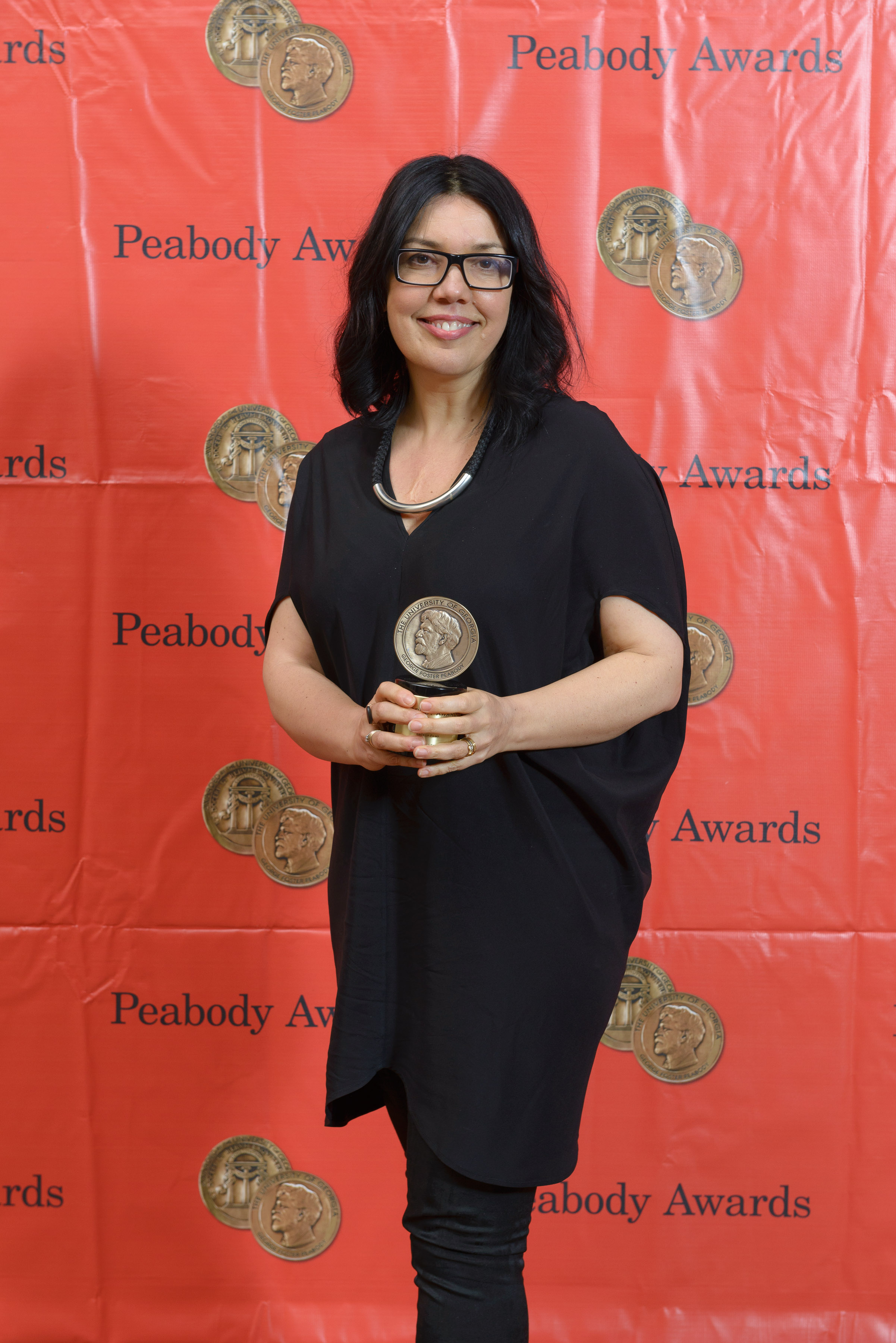
La presidenta de Sundance TV, Sarah Barnett, en la 73.ª Entrega Anual de los Premios Peabody con Peabody por 'The Returned (francés: Les Revenants)'

El 27 de enero de 2014, se anunció que Sundance Channel cambiaría su nombre a Sundance TV el 1 de febrero de 2014. 2014 presentó la cuarta miniserie del canal The Honorable Woman, la segunda serie con guion original de propiedad exclusiva del canal The Honorable Woman, la nueva serie de telerrealidad Loredana, ESQ y las segundas temporadas de Rectify, The Writer's Room y The Returned.